# Ореховець (Костанєвиця-на-Кркі)
Ореховець (словен. Orehovec) — поселення в общині Костанєвиця-на-Кркі, Споднєпосавський регіон, Словенія. Висота над рівнем моря: 220,7 м.